# Mikael Tørset Johnsen
Mikael Tørset Johnsen (Skien, 4 juli 2000) is een Noors voetballer die doorgaans als middenvelder speelt. Hij is een jongere broer van Dennis Johnsen en de zoon van oud-voetballer Tor Gunnar Johnsen.

## Carrière
Mikael Tørset Johnsen speelde in de jeugd van Tiller IL en Rosenborg BK. Hij debuteerde voor Rosenborg op 28 april 2019, in de met 3-0 verloren uitwedstrijd tegen Molde FK. Hij speelde in het seizoen 2019 in totaal zes wedstrijden. Ook is hij actief voor het tweede elftal van Rosenborg, waarmee hij in 2019 uit de 3. divisjon naar de 2. divisjon promoveerde. In 2020 wordt hij voor een half jaar verhuurd aan Feyenoord, waar hij voor het beloftenelftal gaat spelen. Hier speelt hij onder trainer Rini Coolen, die hij al kende als hoofd jeugdopleidingen en interim-trainer van Rosenborg. In januari 2021 werd hij doorverhuurd aan FC Dordrecht omdat de onder 21 competitie was stilgelegd. Bij Dordrecht kwam hij niet aan spelen toe en Johnsen keerde medio 2021 terug bij Rosenborg, waarna Feyenoord hem definitief overnam.
In 2022 maakte hij de overstap naar Venezia, waar zijn broer ook speelde. Na een verhuurperiode in de Verenigde Staten bij Oakland Roots keerde hij in 2023 terug naar Noorwegen.

### Statistieken
| Seizoen                       | Club            | Land           | Competitie     | Competitie | Competitie | Beker | Beker | Overig | Overig | Totaal | Totaal |
| Seizoen                       | Club            | Land           | Competitie     | Wed.       | Dlp.       | Wed.  | Dlp.  | Wed.   | Dlp.   | Wed.   | Dlp.   |
| ----------------------------- | --------------- | -------------- | -------------- | ---------- | ---------- | ----- | ----- | ------ | ------ | ------ | ------ |
| 2018                          | Rosenborg BK    | Noorwegen      | Eliteserien    | 0          | 0          | 0     | 0     | 0      | 0      | 0      | 0      |
| 2019                          | Rosenborg BK    | Noorwegen      | Eliteserien    | 2          | 0          | 3     | 0     | 1      | 0      | 6      | 0      |
| 2020                          | Rosenborg BK    | Noorwegen      | Eliteserien    | 0          | 0          | 0     | 0     | 0      | 0      | 0      | 0      |
| 2020                          | Rosenborg BK II | Noorwegen      | 2. Divisjon    | 4          | 0          | –     | –     | –      | –      | 4      | 0      |
| 2020/21                       | → Feyenoord     | Nederland      | Eredivisie     | 0          | 0          | 0     | 0     | 0      | 0      | 0      | 0      |
| 2020/21                       | → FC Dordrecht  | Nederland      | Eerste divisie | 0          | 0          | 0     | 0     | 0      | 0      | 0      | 0      |
| Carrièretotaal                | Carrièretotaal  | Carrièretotaal | Carrièretotaal | 6          | 0          | 3     | 0     | 1      | 0      | 10     | 0      |
| Bijgewerkt op 9 december 2021 |                 |                |                |            |            |       |       |        |        |        |        |